# Dauerwald
Dauerwald (synonym mit „Dauermischwald“, forstwirtschaftlich, aber auch als „ungleichaltriger Wald“ oder „Mehrgenerationenwald“) bezeichnet eine Hochwaldform zur forstlichen Holzproduktion, die sich streng an der sog. „Stetigkeit des Waldwesens als lebendem Organismus“ orientiert. Der Begriff Dauerwald stammt von Alfred Möller, der ihn 1922 zum Titel seiner gleichnamigen Schrift machte und damit den waldbauwissenschaftlichen Fachbegriff in die deutsche Fachdiskussion einführte. Der Begriff wird fälschlicherweise synonym mit Plenterwald gebraucht. Alfred Möller bezeichnete den Plenterwald indessen ausdrücklich als einen Unterfall des Dauerwaldes, obgleich er als seit Jahrhunderten überlieferte stammweise Nutzung von Wäldern wesentlich älter ist als der Möller'sche Dauermischwald. Der Plenterwald erfüllt tatsächlich sämtliche Kriterien, die sogenannten waldbautechnischen Teilziele, des Möller'schen Dauerwaldes.

## Begriffsabgrenzung
Zu unterscheiden ist der Dauerwald vom sog. Dauerwaldvertrag (auch „Jahrhundertvertrag“) des kommunalen Zweckverbandes Groß-Berlin mit dem Königlich-Preußischen Staat zum Walderwerb aus dem Jahr 1915. Dieser bezieht sich nicht auf den forstwirtschaftlichen Begriff Dauerwald, sondern meint einen auf unbegrenzte Dauer geschlossenen Vertrag.

## Zur Historie des Begriffs
Als Wiege der Dauerwaldidee kann der Amazonasurwald gelten, den Alfred Möller um 1895 drei Jahre lang erforschte. Fälschlicherweise gilt indessen die sog. Bärenthorener Kiefernwirtschaft, die der Freiherr Friedrich von Kalitsch 1884 in Bärenthoren im Fläming als forstlich nicht ausgebildeter Autodidakt und Privatwaldeigentümer in seinem Wald begründete, als Wiege des Dauerwaldes. Denn Möller nahm den Bärenthorener Wald als Beispiel, um den Dauerwaldgedanken erstmals zu publizieren. Möller hat diesen Wald ab 1906 intensiv wissenschaftlich untersuchen lassen und kam zu dem Ergebnis, dass bei konsequentem Schutz und gezielter Pflege der waldkybernetischen Selbstoptimierungsprozesse des Waldökosystems (d. h. Stetigkeit des „Waldorganismus“) der Nutzwald höhere Leistungen zu erbringen im Stande ist als vergleichbare Wälder auf ähnlichen Standorten in konventioneller Wirtschaftsweise des sog. Altersklassenwaldes mit schlagweiser Bearbeitung.

## Fachlicher Inhalt
Nach Möller ist es Ziel, den Nutzwald „dauerhaft“ als Produktionssystem zu erhalten, also das Schlagholz selbst nur als „Frucht“ des Waldes anzusehen und zu ernten, ohne dessen biologisches Produktionssystem zu unterbrechen. Entsprechend definierte Möller fünf technische Teilziele, die bei der Bewirtschaftung streng zu beachten seien:
1. Gleichgewichtszustand aller dem Wald eigentümlichen Glieder, d. h. konsequent kahlschlagsfreie Bewirtschaftung durch Einzelbaumnutzung und weitgehender Verzicht auf biologisch/ökologische Schädigungen des Systems
2. Gesundheit und Tätigkeit des Bodens, d. h. Schutz und Pflege der Bodenlebewelt
3. Mischbestockung
4. Ungleichaltrigkeit
5. einen überall zur Holzwerterzeugung genügenden lebenden Holzvorrat

Der Dauerwald muss deshalb als Abschied vom Holzanbauprinzip des Altersklassenwaldes zugunsten einer systemischen Holzerzeugung im Kultur- bzw. Nutzwald angesehen werden, die am ehesten unter die später von Norbert Wiener um 1950 entwickelte wissenschaftliche Kybernetik einzuordnen ist. Entsprechend überforderte Möller mit seinem systemischen Wirtschaftsmodell den forstlichen Wissensstand seiner Zeit trotz des enormen akademischen Echos, das seine Schrift Mitte der 1920er Jahre erfuhr. Seit Erscheinen seiner revolutionären Waldbauschrift hat es infolgedessen immer wieder Versuche gegeben, seine Gedanken in die Praxis der Waldwirtschaft umzusetzen, (so 1923, 1934, nach 1945 durch Gründung der Arbeitsgemeinschaft Naturgemäße Waldwirtschaft (ANW) und schließlich Mitte der 1950er Jahre in der DDR) die jeweils am entschiedenen, fachinternen Widerstand namentlich der Forstwissenschaften und der Forstverwaltungen scheiterten. Erst mit der Einführung der landesweit kahlschlagfreien Waldwirtschaft durch den saarländischen Wirtschaftsminister Hajo Hoffmann (SPD) und seinen Forstchef Wilhelm Bode im Saarland 1987 gewann der Dauerwaldgedanke als Leitgedanke der Waldwirtschaft zunehmende Akzeptanz auch in den öffentlichen Forstbetrieben Deutschlands. Die saarländische Reform traf auf ein großes publizistisches und politisches Interesse und löste zusammen mit dem Buch Waldwende u. a. eine SPIEGEL-Titelgeschichte aus, was maßgeblich die Aufmerksamkeit der Politik weckte und der waldpolitischen Reform zum Durchbruch verhalf. Insbesondere der Naturschutz fordert die Einführung der Dauerwaldwirtschaft auf ganzer Fläche, da sie aus dem Gesichtspunkt der „biologischen“ Nachhaltigkeit der Altersklassenwirtschaft deutlich überlegen ist. Der Dauermischwald beruht auf Einzelstammnutzung ohne das biologische Produktionssystem Wald wesentlich zu schädigen, was zu biologischem Strukturreichtum und zu biologisch reiferen Mischwäldern mit hohem Nischenreichtum führt und bei der Holzernte „sanfte Betriebstechniken“ begünstigt.

## Anwendung in Deutschland
Namentlich einige westdeutsche Bundesländer bekennen sich heute zur Dauerwaldidee, auch wenn die Umsetzung auf der Fläche nur selten konsequent angegangen wird. Die politische und öffentliche Akzeptanz wird inzwischen aber auch dadurch gesichert, dass eine Reihe privater Forstbetriebe (vorwiegend in adliger Hand), die teilweise seit den 1920er Jahren konsequent danach wirtschaften, heute nicht nur zu den naturnahsten zählen, sondern gleichzeitig die rentabelsten Waldbetriebe in Deutschland sind. Schließlich gilt nach übereinstimmender Meinung in der Forstwissenschaft der Dauerwald als das am ehesten geeignete Wirtschaftsmodell, den Auswirkungen des Klimawandels durch Vielfalt der Baumspezies, genetische Vielfalt, Naturverjüngung, Strukturreichtum, Waldbinnenklima usw. zu begegnen. Besondere Bedeutung unter dem Gesichtspunkt zunehmender Kalamitätsanfälligkeit (z. B. durch Insektenkalamitäten, zunehmende Windgeschwindigkeiten, Nassschnee usw.) als Folge eines höheren Energiegehaltes der Atmosphäre kommt der Resilienz von Dauerwäldern zu. Während Altersklassenwälder zur flächigen Zerstörung neigen (Kahlflächen), kommen diese im Dauerwald nur sehr selten vor. Das vielschichtige Waldgefüge bleibt in wesentlichen Teilen erhalten und der Wald wächst schon im Jahr nach der Katastrophe mit erhöhtem Zuwachs weiter.
Am 20. Dezember 2011 wurde die erste private deutsche Dauerwaldstiftung, die gemeinnützige Dauerwaldstiftung in Pommern auf Initiative von Wilhelm Bode im Auftrag des waldbesitzenden Stifters Eckhard Wenzlaff, dem Waldsprecher des NABU, in Mecklenburg-Vorpommern begründet.
Die in Deutschland seit Jahrzehnten und teilweise sogar seit einem Jahrhundert nach der Dauerwaldmethode wirtschaftenden privaten Waldbetriebe haben sich erst jüngst in der Waldkrise 2018–2021 bundesweit als deutlich resilienter erwiesen als die schwer getroffenen, vorgeblich „standortgerechten“ Alterklassenforste. Da aber die deutsche Forstwissenschaft bis heute es unterlassen hat, Alfred Möllers Dauerwaldidee trotz dieser eindrücklichen und unbestrittenen Erfolge in zahlreichen privaten Waldbetrieben Deutschlands zum Gegenstand waldbauwissenschaftlicher Untersuchung zu machen, hat der Dauerwaldverfechter Wilhelm Bode aus Anlass des 100. Geburtstages von Möllers Dauerwaldgedanken 2021 alle seine drei Schriften kommentiert und reprintiert sowie erstmals einen Dauerwaldleitfaden unter dem Titel „Dauerwald Leicht gemacht!“ herausgegeben.

## Dauerwald – Modell für den Waldumbau im Klimawandel
Bundesweit leiden nahezu alle Baumarten unter einem klimabedingten Vitalitätsverlust. Folgeschädlinge, wie z. B. die Borkenkäfer haben in den Jahren 2018–2022 zu nahezu 600.000 ha Kahlflächen geführt. Das Risiko großflächiger Verluste von Wald mit seinen Funktionen hat die gesamte Gesellschaft betroffen gemacht. Grüne, vergleichsweise vitale Inseln sind Dauerwälder. U.a. die Arbeitsgemeinschaft Naturgemäße Waldwirtschaft (ANW) hat den politisch verantwortlich Handelnden diese Wälder gezeigt und erklärt. Der strukturreiche gemischte Dauerwald wird inzwischen bundesweit auch von der Wissenschaft als Modell für den erforderlichen Waldumbau der Politik empfohlen. Auch die forstlichen Förderrichtlinien werden sukzessive in Richtung Mischung und strukturelle Vielfalt angepasst. Die ANW-Beispielbetriebe aller Waldbesitzarten, die seit Jahrzehnten nach den Dauerwaldkriterien erfolgreich (vgl. Knoke) wirtschaften, sind begehrte Lernziele für Wissenschaft, Förster und Waldbesitzer.
Dauerwald birgt die Chance, zwischen den polarisierenden Meinungen derer, die Wald stilllegen oder so weitermachen wollen, wie bisher, Brücken zu schlagen. Dauerwald beachtet nicht nur die Stabilität der Bäume, sondern die des gesamten Ökosystems. Ohne diese ganzheitliche Betrachtung (vgl. Möller) wird es die angestrebte Stabilität von Waldökosystemen nicht geben. Dauerwald entsteht durch naturgemäße Bewirtschaftung, bei der natürliche Prozesse integriert werden. Dauerwald erhält nicht nur naturnahe Lebensräume, sondern resilienten und stabilen Wald, der nachhaltig Holz bereitstellt, Wasser und Boden schützt, als Erholungsraum genutzt werden kann und ökologisch intakt ist.
Die ANW definiert – allerdings nur in Anlehnung an Alfred Möller – den Dauerwald wie folgt:
Dauerwald steht grundlegend für eine Waldgesinnung mit einer ganzheitlichen Betrachtung des Waldes als dauerhaftes, vielgestaltiges und dynamisches Ökosystem.
Der Dauerwald
- ist ein standortangepasster, durch naturgemäße Bewirtschaftung entwickelter gemischter, kleinflächig unterschiedlich strukturierter, ungleichaltriger Wald,

- in dem auf den Einzelbaum oder die Kleinfläche (Gruppe) bezogen, die natürlichen Prozesse des Waldwachstums und der Walddynamik, der Regeneration, der Mischung, der Differenzierung und Strukturierung beachtet und integriert werden,

- weist einen relativ konstanten Vorrat auf. Die häufig wiederkehrenden aber jeweils geringen Eingriffe der Pflege und Ernte orientieren sich an dem individuellen Zuwachs. Die unterschiedlichen Belichtungsverhältnisse bei optimalem Gesamt- aber kleinflächig differenziertem Holzvorrat sind Motor für die Mischung von Baumarten und strukturelle Vielfalt,
- beachtet weitestgehend unterschiedliche ökologische Elemente (u. a. Wasserhaushalt und Biodiversität) als wichtige Voraussetzung für Ökosystemstabilität,

- schont Boden durch waldangepasste Arbeitsverfahren

- schafft durch die Entwicklung zu stufigem Wald ein ausgeglichenes wasserschonendes Waldinnenklima,

- unterstützt die kleinflächige natürliche Regeneration einer standortmöglichen gemischten Baum-, Strauch- und Krautschicht auf der ganzen Waldfläche durch ökonomisch und ökologisch angepasste Wilddichten.